# Elżbieta Maj
Elżbieta Maj es una arquitecta y urbanista polaca, así como diseñadora e investigadora sobre la arquitectura de Radom.

## Biografía
Se graduó en la Facultad de Arquitectura de la Universidad de Tecnología de Cracovia.
Se mudó a Radom, donde en la década de 1960 comenzó a trabajar en un estudio de urbanismo. Desde 1975, fue la jefa del departamento de planificación de la ciudad, y fue la diseñadora principal o general de los planes de desarrollo espacial de Radom en 1972, 1982 y 1994.
En 1994-96, como miembro del Comité Social para el Desarrollo Sostenible de Radom, trabajó en la "Reducción del nivel del agua subterránea y la desaparición de recursos de agua superficiales".
Miembro de la Sociedad Científica de Radom, evaluadora en la Sociedad de Planificadores de Ciudad Polacos, profesora de la Universidad Politécnica de Radom (actual Universidad de Tecnología y Humanidades en Radom).

## Obras
- Elżbieta Maj (2012). Radom w półwieczu 1960-2010: rozwój przestrzenny. Radomskie Towarzystwo Naukowe. ISBN 978-83-7789-147-6.